# عماد الحمامي
عماد الحمامي ولد في 19 أبريل 1964 في بني خلاد (تونس). هو سياسي تونسي، تولى عدة مناصب في حركة النهضة التونسية.
 و هو من أنصار 25 جويلية 2021
كان نائبا في المجلس الوطني التأسيسي بين 2011 و2014، ثم عين وزيرا للتشغيل والتكوين المهني في حكومة يوسف الشاهد في 27 أغسطس 2016.
عام 2021، جُمِّدت عضويته في حركة النهضة ثم انشق عنها وأعلن تأييده قرارات 25 يوليو 2021 التي اتخذها الرئيس قيس سعيد والتي أفضت إلى أزمة سياسية بالبلاد.

## السيرة الذاتية
بدأ عماد الحمامي دراسته في مدرسة أبو القاسم الشابي ببني خيار في ولاية نابل، ثم بعد ذلك انتقل ليزاول تعليمه الثانوي بتونس العاصمة وتحديدا بالمعهد الفني بقرمبالية، ليتابع من ثم تعليمه العالي بالمدرسة الوطنية للمهندسين بتونس أين تحصل فيها على دبلوم مهندس أشغال دولة اختصاص كهرباء آلية، وكذلك هو مدير التدقيق والتصرف في ملفات التأهيل الصناعية في إطار عديد الشركات الوطنية والأجنبية، وأيضا خبير دولي في الحوكمة المحلية والامركزية والديمقراطية التشاركية. 

انخرط عماد منذ سن مبكرة في الحياة السياسة إذ كان عضوا ناشط بالاتحاد العام التونسي للطلبة وعضو في التيار الإسلامي التي أصبح حركة النهضة لاحقا. 

ترشح عماد الحمامي لانتخابات 23 أكتوبر 2011 لانتخاب المجلس الوطني التأسيسي وذلك في دائرة نابل الثانية الانتخابية عن حركة النهضة وفاز بالمقعد. في هذا المجلس كان عماد الحمامي رئيس لجنة الجماعات العمومية الجهوية والمحلية، وعضو في كل من لجنة التوافقات ولجنة التحقيق في أحداث 9 أفريل والهيئة المشتركة للتنسيق والصياغة ولجنة القطاعات الخدماتية.

في 19 يوليو 2016، عين عماد الحمامي ناطقا رسميا باسم حركة النهضة في التركيبة الجديدة للمكتب التنفيذي للحركة الذي تبع مؤتمرها العاشر. 

في 27 أغسطس 2016، عين وزيرا للتشغيل والتكوين المهني في حكومة يوسف الشاهد، حتى 12 سبتمبر 2017، تاريخ تعيينه وزيرا للصناعة والمؤسسات الصغرى والمتوسطة في نفس الحكومة حتى 18 نوفمبر من نفس السنة، أين أصبح وزيرا للصحة دائما في حكومة الشاهد حتى 14 نوفمبر 2018.

## خلافه مع راشد الغنوشي
لطالما تكرر انتقاد القيادي بحركة النهضة عماد الحمامي لسياسات رئيس الحركة راشد الغنوشي في العديد من المناسبات، ففي تصريح له لإحدى الإذاعات بتاريخ 3 نوفمبر 2020 وصف الحمامي حركة النهضة بـ"المشلولة" في ظل حكم مجلس الشورى الحالي برئاسة الغنوشي. كما أشار الحمامي «أنّ الوقت قد حان كي يخرج راشد الغنوشي من رئاسة الحركة طبقًا للنظام الداخلي وفي إطار التداول السلمي على المسؤوليات القيادية» وفق قوله.
في 25 يوليو 2021، اندلعت أزمة سياسية بين الرئيس قيس سعيد وحركة النهضة عقب إعلان الرئيس تجميد البرلمان الذي تتزعم "النهضة" أكبر كتلة نيابية به. عقب هذا الحدث، هاجم الحمامي رئيس حركة النهضة الغنوشي بشدة ووجه له سهام الانتقادات كما أعلن تأييده لقرارات الرئيس والتي سبق ان وصفتها "النهضة" بـ"الإنقلاب على الدستور". وفي 1 سبتمبر 2021، قرر راشد الغنوشي تجميد نشاط عماد الحمامي في الحزب بسبب «تكرر تجاوزاته لسياسات الحركة» وفق ما ذكره بيان نشرته الحركة في الغرض. وفي 13 يونيو 2022، أعلنت الحركة فصله نهائيا لـ"مواصلته تجاوز السياسات". اعتبر الحمامي هذا القرار، «قرارا ليس ذي موضوع ولا مدلول له ولا معنى له» باعتبار أنه غادر الحركة منذ 9 أشهر وأصبح يقدم نفسه أمام الرأي العام كمستقل حسب وصفه.

## مقالات ذات صلة
- حركة النهضة (تونس).

## روابط خارجية
- السيرة الذاتية لعماد الحمامي على موقع مرصد المجلس الوطني التأسيسي التابع لمنظمة البوصلة.